# Horní Dehtov
Horní Dehtov je malá vesnice, část obce Třebihošť v okrese Trutnov. Nachází se asi 3,5 km na jihovýchod od Třebihoště. Prochází zde silnice II/300 a také turistická značená cesta Karla Jaromíra Erbena. V roce 2009 zde bylo evidováno 42 adres. V roce 2001 zde trvale žilo 83 obyvatel.
Horní Dehtov je také název katastrálního území o rozloze 5,62 km2. V katastrálním území Horní Dehtov leží i Dolní Dehtov.

## Historie
První písemná zmínka o obci pochází z roku 1238.

## Pamětihodnosti
- Hrob Rudoarmějce
- Pomník obětem I. a II. světové války